# 大溪沟街道
大溪沟街道，是中华人民共和国重庆市渝中區下辖的一个乡镇级行政单位。

## 行政区划
大溪沟街道下辖以下地区：
罗家院社区、建设路社区、人民村社区、红球坝社区、人和街社区、华福巷社区、张家花园社区、双钢路社区和胜利路社区。

## 交通
- 大溪沟站